# Роберт Гамільтон (футболіст)
Роберт Гамільтон (англ. Robert Hamilton, 13 травня 1877, Елгін — 1948) — шотландський футболіст, що грав на позиції нападника, зокрема, за клуб «Рейнджерс», а також національну збірну Шотландії. Один з найкращих бомбардирів європейського футболу на межі 19-го і 20-го сторіч.
Чотириразовий чемпіон Шотландії. Дворазовий володар Кубка Шотландії.

## Клубна кар'єра
У дорослому футболі дебютував виступами за команду клубу «Елгін Сіті» з рідного міста. Згодом протягом 1896—1897 років захищав кольори команди клубу «Квінз Парк».
Своєю грою за останню команду привернув увагу представників тренерського штабу клубу «Рейнджерс», до складу якого приєднався 1897 року. Відіграв за команду з Глазго наступні дев'ять сезонів своєї ігрової кар'єри. У складі «Рейнджерс» був одним з головних бомбардирів команди, маючи середню результативність на рівні 0,94 голу за гру першості. За цей період клуб із Глазго чотири рази ставав чемпіоном Шотландії і двічі володарем національного кубка. Особисто Гамільтон шість разів ставав найкращим бомбардиром сезону у національному чемпіонати, при цьому двічі, у 1899 і 1904 роках, його особистий гольовий доробок виявлявся найкращим серед бомбардирів усіх відомих на той час футбольних чемпіонатів Європи.
Протягом 1906—1907 років грав в Англії, де захищав кольори команди клубу «Фулгем».
Завершив ігрову кар'єру 1908 року, повернувшись роком раніше до «Рейнджерс» і провівши у його складі свій заключний сезон.
Помер 30 травня 1948 року на 72-му році життя.

## Виступи за збірну
1899 року дебютував в офіційних матчах у складі національної збірної Шотландії. Протягом наступних 13 років провів у формі головної команди країни 11 матчів, забивши 15 голів.

## Титули і досягнення
- Чемпіон Шотландії (4):

«Рейнджерс»: 1898–1899, 1899–1900, 1900–1901, 1901–1902
- Володар Кубка Шотландії (2):

«Рейнджерс»: 1897–1898, 1902–1903
- Найкращий бомбардир чемпіонату Шотландії (6):

1897–1898 (18 голів), 1898–1899 (25 голів), 1899–1900 (15 голів), 1900–1901 (20 голів), 1903–1904 (28 голів), 1904–1905 (19 голів)